# Bobolice (Poméranie-Occidentale)
Pour les articles homonymes, voir Bobolice.
Bobolice (en allemand : Bublitz) est une ville de la voïvodie de Poméranie-Occidentale, dans le nord-ouest de la Pologne.

## Géographie
Bobolice se trouve à une quarantaine de kilomètres au nord de Koszalin (autrefois Köslin).

## Histoire
De 1724 à 1932, Bublitz fait partie de l'arrondissement de la principauté (de) puis à partir de 1872 de l'arrondissement de Bublitz (de) dans le district de Köslin au sein de la province de Poméranie.

## Personnalités nées à Bobolice
- Otto August Heinrich Dahlke (de) (1767-après 1806), juriste et maire de Colberg
- Max Seliger (1865-1920), peintre ;
- Paul Kleinschmidt (1883-1949), peintre allemand ;
- Ré Soupault (1901-1996), photographe, cinéaste, créatrice de mode et écrivain.